# Youssef Masrahi
Yousef Ahmed Masrahi (né le 31 décembre 1987 à Najran) est un athlète saoudien, spécialiste du 400 mètres.

## Biographie
Il fait ses débuts sur la scène internationale en 2007 à l'occasion des Jeux asiatiques en salle de 2007. Il participe aux deux épreuves de demi-fond, et remporte surtout la médaille d'or du relais 4 × 400 m aux côtés de ses coéquipiers saoudiens.
En 2008, il s'installe à Los Angeles et entame une collaboration avec l'entraineur John Smith. Il porte rapidement ses records personnels à 21 s 80 sur 200 m et 46 s 45 sur 400 m. 
Il réalise les minima B pour les championnats du monde 2009 avec 45 s 84, mais s'incline dès les séries à Berlin. En fin de saison 2009, lors des Jeux asiatiques en salle d'Hanoï, au Viêt Nam, Masrahi décroche l'argent sur 400 m et l'or sur 4 × 400 m. Aux Jeux asiatiques en plein air, en novembre 2010 à Canton en Chine, il termine troisième du 400 m en portant son record personnel à 45 s 48, et s'impose par ailleurs dans l'épreuve du relais 4 × 400 m en établissant un nouveau record national (3 min 02 s 30).
Il remporte son premier titre individuel majeur en juillet 2011 à l'occasion des championnats d'Asie de Kōbe, au Japon, en s'imposant sur 400 m en 45 s 79, devant les Japonais Hideyuki Hirose et Yūzō Kanemaru. Il décroche par ailleurs l'argent sur 4 × 400 m. Il participe aux Jeux olympiques de 2012, à Londres, et bat son record personnel dès les séries en 45 s 43. Il se classe ensuite septième de sa demi-finale.
En mai 2013, Yousef Masrahi descend pour la première fois de sa carrière sous les 45 secondes au 400 m en établissant la marque de 44 s 72 à Doha lors des championnats arabes qu'il remporte. Le 13 juin, il s'impose lors des Bislett Games d'Oslo, sixième étape de la Ligue de diamant 2013, en 45 s 33, devant le Bahaméen Ramon Miller et le Britannique Nigel Levine.
Lors des Championnats d'Asie de 2013 à Pune, il remporte deux médailles d'or, sur 400 m et sur relais 4 × 400 m. Le 12 août 2013, il bat en demi-finale le record national en 44 s 61 lors des Championnats du monde à Moscou. Le 3 juillet 2014, il bat le record d'Asie à Lausanne, en 44 s 43.
En séries des championnats du monde 2015, à Pékin, il améliore le record d'Asie et descend pour la première fois sous les 44 secondes avec 43 s 93 et termine 8e de la finale en 48 s 15.
Le 30 juillet 2016, il est annoncé qu'il est suspendu pour dopage lors d'un contrôle inopiné le 15 juin.

## Palmarès
| Date | Compétition              | Lieu             | Résultat | Épreuve   | Temps         |
| ---- | ------------------------ | ---------------- | -------- | --------- | ------------- |
| 2007 | Jeux asiatiques en salle | Macao            | 1er      | 4 × 400 m | 3 min 11 s 29 |
| 2009 | Championnats panarabes   | Damas            | 3e       | 400 m     | 45 s 93       |
| 2009 | Jeux asiatiques en salle | Hanoï            | 2e       | 400 m     | 47 s 49       |
| 2009 | Jeux asiatiques en salle | Hanoï            | 1er      | 4 × 400 m | 3 min 10 s 31 |
| 2010 | Jeux asiatiques          | Canton           | 3e       | 400 m     | 45 s 71       |
| 2010 | Jeux asiatiques          | Canton           | 1er      | 4 × 400 m | 3 min 02 s 30 |
| 2011 | Championnats d'Asie      | Kōbe             | 1er      | 400 m     | 45 s 79       |
| 2011 | Championnats d'Asie      | Kōbe             | 2e       | 4 × 400 m | 3 min 08 s 03 |
| 2011 | Jeux panarabes           | Doha             | 1er      | 400 m     | 45 s 44       |
| 2011 | Jeux panarabes           | Doha             | 1er      | 4 × 400 m | 3 min 07 s 22 |
| 2013 | Championnats panarabes   | Doha             | 1er      | 400 m     | 44 s 72       |
| 2013 | Championnats d'Asie      | Pune             | 1er      | 400 m     | 45 s 08       |
| 2013 | Championnats d'Asie      | Pune             | 1er      | 4 × 400 m | 3 min 2 s 53  |
| 2013 | Championnats du monde    | Moscou           | 6e       | 400 m     | 44 s 97       |
| 2013 | Ligue de diamant         | Ligue de diamant | 3e       | 400 m     | détails       |
| 2014 | Coupe continentale       | Marrakech        | 3e       | 400 m     | 45 s 03       |
| 2014 | Jeux asiatiques          | Incheon          | 1er      | 400 m     | 44 s 46 (GR)  |
| 2014 | Jeux asiatiques          | Incheon          | 3e       | 4 × 400 m | 3 min 04 s 03 |
| 2014 | Ligue de diamant         | Ligue de diamant | 3e       | 400 m     | détails       |
| 2015 | Championnats d'Asie      | Pune             | 2e       | 400 m     | 45 s 14       |
| 2015 | Championnats du monde    | Pékin            | 8e       | 400 m     | 45 s 15       |
| 2015 | Jeux mondiaux militaires | Mungyeong        | 1er      | 400 m     | 45 s 18       |
| 2023 | Championnats d'Asie      | Bangkok          | 3e       | 400 m     | 45 s 19       |
| 2023 | Jeux asiatiques          | Hangzhou         | 1er      | 400 m     | 45 s 55       |

## Records
| Épreuve    | Épreuve      | Performance  | Lieu  | Date              |
| ---------- | ------------ | ------------ | ----- | ----------------- |
| 400 mètres | En plein air | 43 s 93 (AR) | Pékin | 23 août 2015      |
| 400 mètres | En salle     | 47 s 49      | Hanoï | 1er novembre 2009 |